# جوبشت (كوركا)
جوبشت (بالفارسية: جوپشت) هي قرية تقع في إيران في قسم كورکا الريفي. يقدر عدد سكانها بـ 148 نسمة بحسب إحصاء 2016.